# 東邦大学の人物一覧
東邦大学の人物一覧（とうほうだいがくのじんぶついちらん）は、東邦大学に関係する人物の一覧記事。

## 創立者
- 額田豊 - 内科学者、医学博士、医師、東邦大学創立者
- 額田晉 - 内科学者、医学博士・理学博士、医師、東邦大学創立者

## 歴代学長
- 東龍太郎 - 元・厚生省官僚、医学博士、元・東京都知事、東邦大学学長
- 青木継稔 - 小児科、医学博士、医師、東邦大学学長
- 杉村隆 - 癌研究医学者、文化勲章受賞者、東邦大学学長

## 教職員
- 舘田一博 - 医学部（微生物・感染症学）、日本感染症学会理事長
- 山本修一[1] - 医学部（眼科学）教授、地域医療機能推進機構理事長（第2代）

## OB・OG

### 政界
- 岩上妙子（参議院議員）
- 星北斗（参議院議員）

### 研究者・学者
- 猿橋勝子（地球化学者）
- 幾瀬マサ（植物学者）
- 上野正彦（法医学者）
- 大橋若奈（薬学者）
- 尾崎清明（鳥類学者）
- 菅野裕一朗（薬学者）
- 新道幸惠（看護学者）
- 鈴木たね子（食品栄養学者）
- 鈴木俊貴（動物言語学者）
- 竹井仁（運動生理学者）
- 筒井末春（医学者）
- 鄭権（薬学者）
- 中嶋圓（生物学者）
- 松原英多（医学者）
- 森下健（医学者）
- 丸山宗利（昆虫学者）
- 松本哲哉（医学者）
- 水入苑生（医学者）
- 伊藤元博（医学者）

### 文学
- 茨木のり子（詩人、作家）
- 上遠恵子（翻訳家、エッセイスト）※中退

### 芸術
- 五木玲子（版画家）

### 芸能
- ナカジマノブ（ドラマー）
- 豊島まさみ（声優）

### スポーツ
- 小森嗣彦（バスプロ）
- 高橋怜奈（プロボクサー）

### その他
- 木村好珠（精神科医、産業医、スポーツメンタルアドバイザー、健康スポーツ医、『このみ こころとからだクリニック』院長。元タレント、「準ミス日本」受賞、日テレジェニックメンバー）
- 佐伯輝子（財団法人寿町勤労者福祉協会診療所の初代所長）
- 高橋紳吾（精神科医）
- 高橋龍太郎（精神科医）
- ドクトル・チエコ（産婦人科医）
- 藤田親代（小児科医）